# Union sportive du bassin de Longwy
L'Union sportive du bassin de Longwy, ou plus simplement USB Longwy, est un club omnisports français basé à Longwy et fondé en 1953.
Il est notamment connu pour sa section de football, qui, sous le nom d'US Longwy, a eu une brève aventure professionnelle de 1937 à 1939 en Division 2 du Championnat de France, et sa section de handball, qui a évolué pendant 10 saisons en Division 1 du Championnat de France.

## Section football

### Histoire
Avant guerre, Longwy compte quatre clubs de football. Le Cercle (CS Longwy) et le mieux structuré et utilise le terrain de la Porte de Bourgogne. Au début des années 1930, le CSL rejoint la Division d'honneur. Il remporte la Coupe de Lorraine en 1933.  
En 1936, il prend le nom de l'Union Sportive du Bassin de Longwy et se lance dans l'aventure du football professionnel, sous les commandes du président Delrue. Il intègre l'éphémère Division 3 du Championnat de France en 1936, dont il termine 4e et promu en Division 2, appelée alors « Division interrégionale ». Le club s'y maintient en 1938 puis en 1939 (en terminant 15e sur 21), avant que la Seconde Guerre mondiale ne vienne interrompre les compétitions sportives. Pendant la guerre, le club abandonne le professionnalisme mais poursuit son activité, en remportant notamment le championnat de Lorraine en 1944 (un titre qui n'est pas reconnu a posteriori). 
À la reprise des compétitions officielles en 1945, l'US Longwy reprend en Division d'honneur de Lorraine. Il remporte le championnat en 1967, ce qui lui ouvre les portes du Championnat de France amateur pour la saison 1967-1968. 

### Palmarès
- Championnat de France de Division 2
  - Meilleur classement : 15e en 1939
- Championnat de Lorraine en 1944 (non officiel) et 1967
- Coupe de Lorraine en 1933

### Joueurs notables
Période professionnelle
- Matthias Kaburek (1937-1938)[6]
- Matthias Heil (1937-1939)
- Émile Hartong (1937-1938)[7]
- Édouard Wawrzeniak (ou « Waggi ») (1938-1939)
- Christian Baehr (1936-1937)

Période amateur
- Amir Karaoui (2008-2009)

## Section handball

### Histoire
La section de handball est créée en 1958 par Roland Rambourg et succède à l'AS Chiers, fondé en 1953 et qui avait accédé un an plus tôt en Championnat de France Excellence (D2).
Pour sa première saison, le club atteint la finale du Championnat de France Excellence (D2) en 1959 et accède ainsi à l'élite française. 
Le parcours du club est :
- 1958-1959 : finaliste du Championnat de France Excellence (D2) et accession en D1
- 1959 à 1963 : classement inconnu en Championnat de France de Nationale 1 (D1)
- 1963-1964 : 10e de poule A, maintenu du fait du passage à 30 équipes au lieu de 20
- 1964-1965 : 2e de poule nord
- 1965-1966 : 4e de poule nord
- 1966-1967 : 4e de poule nord
- 1967-1968 : 6e de poule D, relégué du fait de la création d'une Nationale 2
- 1968 à 1973 : classement inconnu en Championnat de France de Nationale 2 (D2)
- 1973-1974 : champion de France de Nationale 2 et accession en D1
- 1974-1975 : 10e et dernier de poule B, relégué en Nationale 2
- 1975 à 1978 : classement inconnu en Championnat de France de Nationale 2 (D2)
- 1978 à 1980 : classement inconnu en Championnat de France de Nationale 3 (D3)
- 1980 à 1984 : classement inconnu en Championnat de Lorraine (D4)
- 1984-1985 : demi-finaliste de Nationale 3 (D3) et accession en Nationale 2
- 1985-1986 : 3e de poule 1 en Nationale 2 (D2)
- 1986-1987 : barragiste de Nationale 2 (D2) et relégation en Nationale 3
- 1987 à 1998 : Nationale 3 (D3) ou Championnat de Lorraine (D4)

### Palmarès
- Championnat de France de Nationale 2
  - Vainqueur (1) en 1973-1974
  - Finaliste (1) en 1958-1959
- Championnat de France de Nationale 1 (D1)
- 10 saisons dont 2e de poule nord en 1964-1965

### Personnalités liées au club
- Yvon Benassi, président de la section hnadball de 1965 à 1972
- René Kaiser, entraîneur de 1971 à 1976 et de 1980 à 1983
- Pierre Mousset, président du club omnisports de 1958 à 1964
- Roland Rambourg, fondateur du club en 1958, entraîneur de l'AS Chiers de 1953 à 1958 puis de l'USB Longwy de 1958 à 1971, président de 1981 à 1983

## Natation
- Amélie Gastaldello-Mirkowitch, Championne de France du 100 m brasse en 1968 (été) et 1969 (hiver) et du 200 m brasse en 1968 (hiver, été) et 1969 (hiver)
- Éric Gastaldello, Champion de France du 50 m brasse en 1984 (hiver) et du 100 m brasse en 1983 (été)

## Autres sections
En 1953 apparaît, avec l'inauguration du stade municipal de Longwy-Haut et sa piste d'athlétisme en cendrée, un nouveau club, l'Union sportive du bassin de Longwy présidé par Pierre Mousset. De nombreuses compétitions d'athlétisme s'y sont ainsi déroulées, notamment les Coupes d’Huart (nom du Directeur des Faïenceries et émaux de Longwy), le circuit des Remparts et plusieurs édition de la rencontre Annuelle France-Belgique. Malgré les succès remportés en championnat interclubs, des difficultés de plus en plus importantes se faisaient jour pour constituer des équipes complètes et la section fusionne en décembre 1960 avec celle de l'ACS Herserange pour former l'Athlétic Club Longwy-Herserange (ACLH).
En 1959 un mordu de rugby, Jean Salavane natif de Pau, relançait ce sport dans le Bassin en formant une équipe junior au centre d’apprentissage de Lorraine-Escaut sous les couleurs du nouveau club omnisports créé en 1953, l’Union Sportive du bassin de Longwy (USBL).
La section de basket-ball fusionne en 1998 avec l'US Rehon pour former le Basket Club Longwy Rehon